# Ottmar Hitzfeld
Ottmar Hitzfeld (født 12. januar 1949 i Lörrach, Vesttyskland) er en tidligere tysk fodboldspiller og senere træner, der senest stod i spidsen for Schweiz' landshold. Han har tidligere med succes trænet blandt andet Borussia Dortmund og Bayern München, som han begge førte til sejr i Champions League.

## Aktive karriere
Hitzfeld var som aktiv primært tilknyttet klubber i Schweiz, hvor han var på kontrakt hos henholdsvis FC Basel, FC Lugano og FC Luzern. Med Basel vandt han to gange det schweiziske mesterskab. Han var også tilknyttet en enkelt klub i hjemlandet, VfB Stuttgart, hvor han spillede fra 1975 til 1978.
Hitzfeld nåede aldrig at spille for Vesttysklands A-landshold, men var i 1972 med på landets specialudvalgte OL-hold til OL i München.

## Trænerkarriere
Efter at have indstillet sin aktive karriere har Hitzfeld fungeret som træner. I sine første år stod han i spidsen for henholdsvis SC Zug, FC Aarau og Grasshoppers i Schweiz Med sidstnævnte vandt han to schweiziske mesterskaber
Den helt store succes opnåede Hitzfeld da han fra 1991 til 1997 var træner for Borussia Dortmund i hjemlandet. Her var han med til to år i træk at blive tysk mester, og førte i 1997 desuden klubben til triumf i Champions League.
Hitzfeld var efterfølgende i to omgange, (1998-2004 og 2007-2008) tilknyttet Dortmunds ærkerivaler FC Bayern München. Hans tid her var om muligt endnu mere succesfuldt end opholdet i Dortmund, idet det blev til fem tyske mesterskaber og triumf i Champions League i 2001, efter finalesejr over Valencia CF. Han blev dermed en af til dato kun tre trænere, der har vundet Europa Cuppen for Mesterhold/Champions League med to forskellige klubber, de andre er Ernst Happel og José Mourinho.
Pr. januar 2011 er Hitzfeld træner for det schweiziske landshold, som han førte til VM i 2010 i Sydafrika. Her blev holdet dog slået ud i indledende runde, selvom det lykkedes at slå de senere verdensmestre fra Spanien.

## Titler

### Titler som spiller
Axpo Super League
- 1972 og 1973 med FC Basel

Schweizisk Pokalturnering
- 1975 med FC Basel

### Titler som træner
Axpo Super League
- 1990 og 1991 med Grasshoppers

Schweizisk Pokalturnering
- 1985 med FC Aarau
- 1989 og 1990 med Grasshoppers

Bundesligaen
- 1995 og 1996 med Borussia Dortmund
- 1999, 2000, 2001, 2003 og 2008 med Bayern München

DFB-Pokal
- 2000, 2003 og 2008 med Bayern München

Tysklands Super Cup
- 1995 og 1996 med Borussia Dortmund

UEFA Champions League
- 1997 med Borussia Dortmund
- 2001 med Bayern München